# W. W. Grainger
W. W. Grainger, Inc. (NYSE: GWW) er en amerikansk forhandler af udstyr, teknik, værktøj og lign. til industrivirksomheder. På verdensplan har de over 3 mio. kunder fordelt på 598 afdelinger (305 i USA og 54 i Canada), en internethandel og 33 distributionscentre.
Virksomheden blev etableret af William Wallace Grainger i 1927 i Chicago, Illinois og registreret som W. W. Grainger, Inc., i 1928.